# Argynnis anargyra
Argynnis anargyra är en fjärilsart som beskrevs av Otto Staudinger 1871. Argynnis anargyra ingår i släktet Argynnis och familjen praktfjärilar. Inga underarter finns listade i Catalogue of Life.